# Trávníky (Železný Brod)
Trávníky jsou část města Železný Brod, v roce 1995 vyhlášená vesnickou památkovou rezervací. Oblast se rozkládá kolem areálu kostela svatého Jakuba Většího, zachovaly se zde především roubené a zděné stavby z 18. a 19. století, reprezentující lidovou architekturu Pojizeří. V roce 2005 se ochrany dočkaly i další ulice kolem potoka Žernovník, kde byla vyhlášena vesnická památková zóna.

## Popis

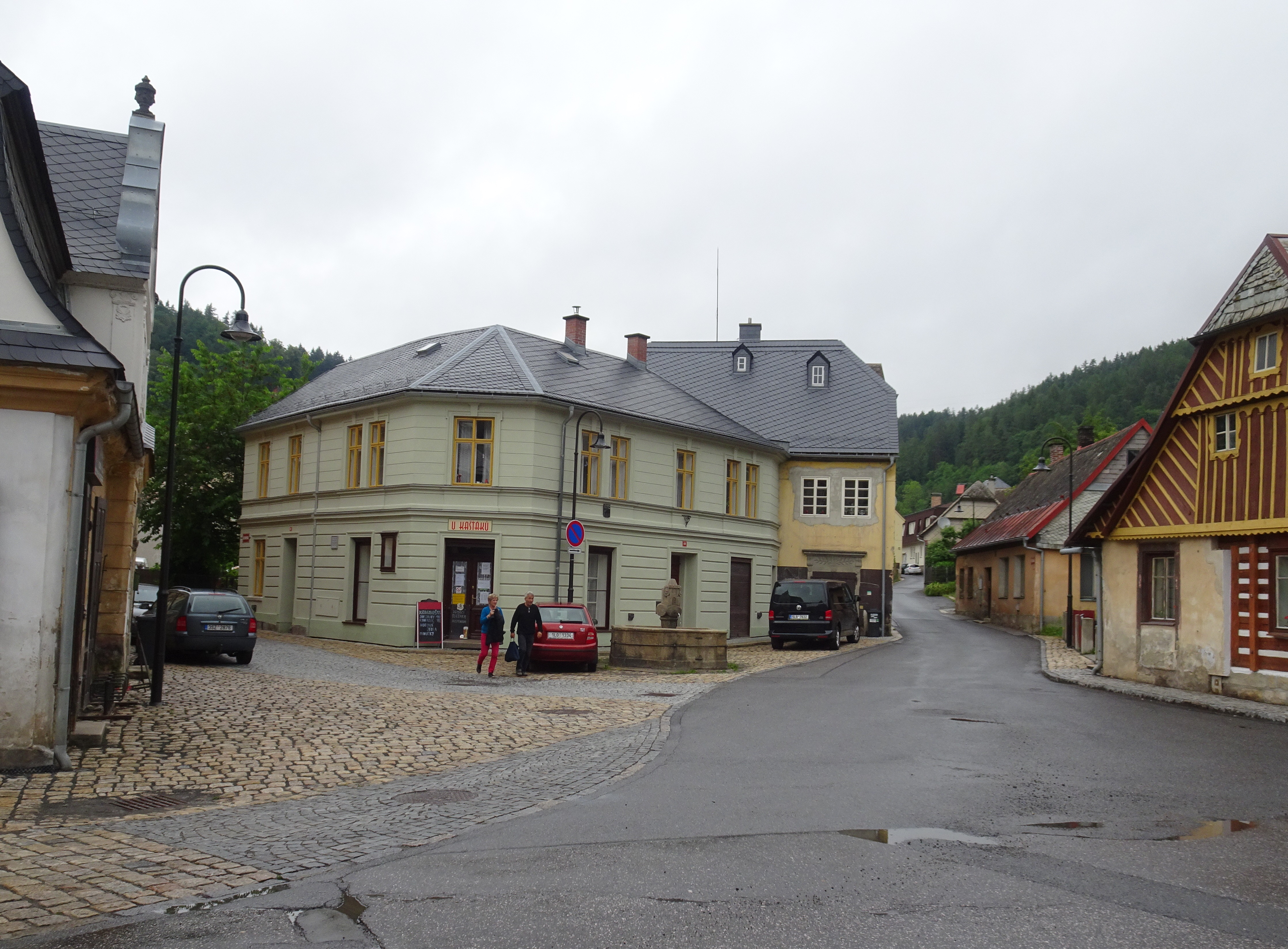
Malé náměstí se šestibokou pískovcovou kašnou

Stavební fond tvoří areál kostela s farou a dřevěnou zvonicí a soubor lidové architektury. U části soukromých domů se zachovalo pojmenování podle některého z bývalých majitelů (vytvořené z příjmení a přípony „-ovsko“).
Centrem lokality je Malé náměstí (rynek) pod kostelem sv. Jakuba Většího, kde dřevěnou zástavbu po požáru v roce 1858 nahradily zděné, částečně patrové, domy s klasicistní úpravou (Knopovsko č.p. 45), roubeným domem je pouze č.p. 111 (Jechovsko). Na náměstí stojí šestiboká pískovcová kašna z roku 1828 se středovým sloupem, na kterém je vytesán znak města. Malý rynek byl dříve hlavním náměstím Železného Brodu, už od začátku 17. století se ale centrum přesouvá na Velký rynek (dnešní nám. 3. května), pravděpodobně díky výstavbě mostu přes Jizeru. V druhé polovině 20. století bylo několik domů na náměstí zbouráno, například hostinec pojmenovaný po roce 1926 jako Volha.
Největší koncentrace roubených domů je na svažité stráni v ulicích Zahradnická, Hluboká, V Trávníkách a Františka Balatky. Tato část je také místními pojmenovávána jako Trávníky, zatímco stejnojmenná památková rezervace a zóna ochraňující prvky lidové architektury je širší a zasahuje i do dalších ulic.
Oblast Jirchářské ulice vedoucí rovnoběžně s potokem Žernovník je spojena s výrobou, využívající vodu z potoka. Jméno pochází od jirchářů, zpracovatelů kůží. Rozsáhlá roubená stavba z roku 1807 nazývaná Běliště dnes slouží jako etnografická expozice železnobrodského muzea.

## Významné objekty
| Fotografie | Dům          | Popis | Umístění             |
| ---------- | ------------ | --- | -------------------- |
|            | Knopovsko    | Cihlový dům s prvky klasicismu, empírový portál s reliéfem zobrazujícím mořskou pannu. Trojúhelníkovým štít je zakončeným pískovcovou vázou. V 50. letech 19. století zde byla zřízena tzv. poštovní expedice.                                    | Malé náměstí čp. 45  |
|            | Jechovsko    | Stavba domu datována do roku 1687, přestavěn po požáru v 18. století. Místními nazýván dle svého tvaru jako „Hrbatá chalupa“. K naklonění domu se váže i lidová pověst; základy měl porušit vodník kvůli neopětované lásce k místní dceři pekaře. | Malé náměstí čp. 111 |
|            | Folkertovsko | Roubený patrový dům s pavlačí, v 19. století sloužil jako hostinec „U České koruny“, po druhé světové válce zde byl internát sklářské školy. | Hluboká če. 84       |
|            | Vélovsko     | Dům s v Železném Brodě vzácným řešením štítu s plochými balustrádami. Před domem čtvercová kašna z roku 1828, upravená v roce1870. | Zahradnická čp. 242  |
|            | Grosovsko    | Zděný dům z roku 1826 (dle letopočtu nade dveřmi), ozdobený pilastry s motivy věnců a nakoso kladenou břidlicovou krytinou. Místními občas označován jako Trávnická radnice.                                                                      | Hluboká čp. 262      |
|            | Teprovsko    | Dům dnes využívá Myslivecké sdružení Jizera. Součástí je i zděný výměnek vytvářející boční křídlo objektu. | Štefánikova čp. 29   |
|            | Huškovsko    | Stojí na břehu potoka Žernovníka, sloužil jako kovárna. S podsíní, nad níž se nachází křížová světnička nesená třemi vyřezávanými sloupy. | U Valchy čp. 32      |

## Název

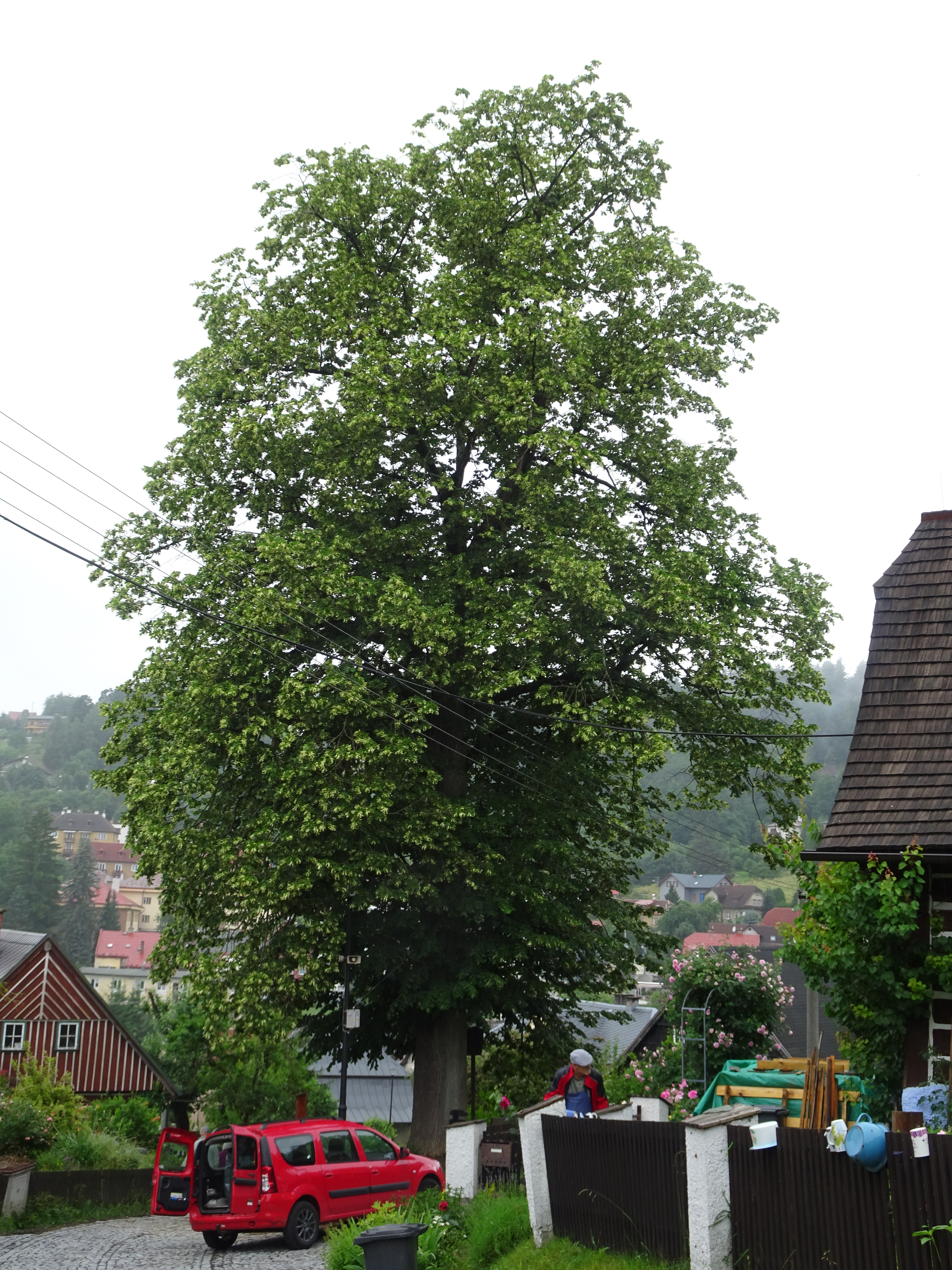
Charakter památkové rezervace doplňuje i dominantní lípa velkolistá

Název Trávníky pravděpodobně odkazuje na travnatou stráň, na které domy vznikly či na volná prostranství, která mezi roztroušenou zástavbou byla.